# Harci szekér

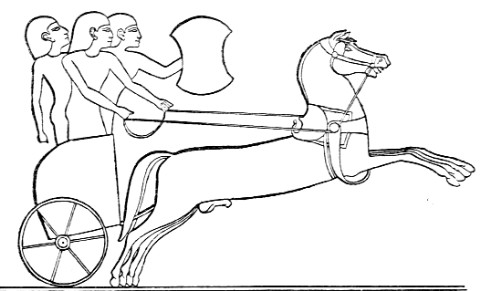
Hettita harci szekér (egyiptomi falfestmény rekonstrukciója)

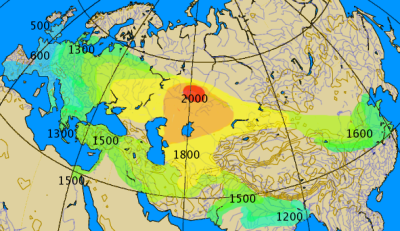
A küllős harci kocsik elterjedésének vázlatos képe (a számok hozzávetőleges i. e. évszámok)

A harci szekér illetve harci kocsi elnevezés állati erővel vont, speciálisan háborús célokra kialakított kerekes járművet takar, amely a történelem során többféle formában jelent meg elsősorban közel-keleti és európai hadszíntereken.

## Közel-keleti harci szekerek

### Sumerek

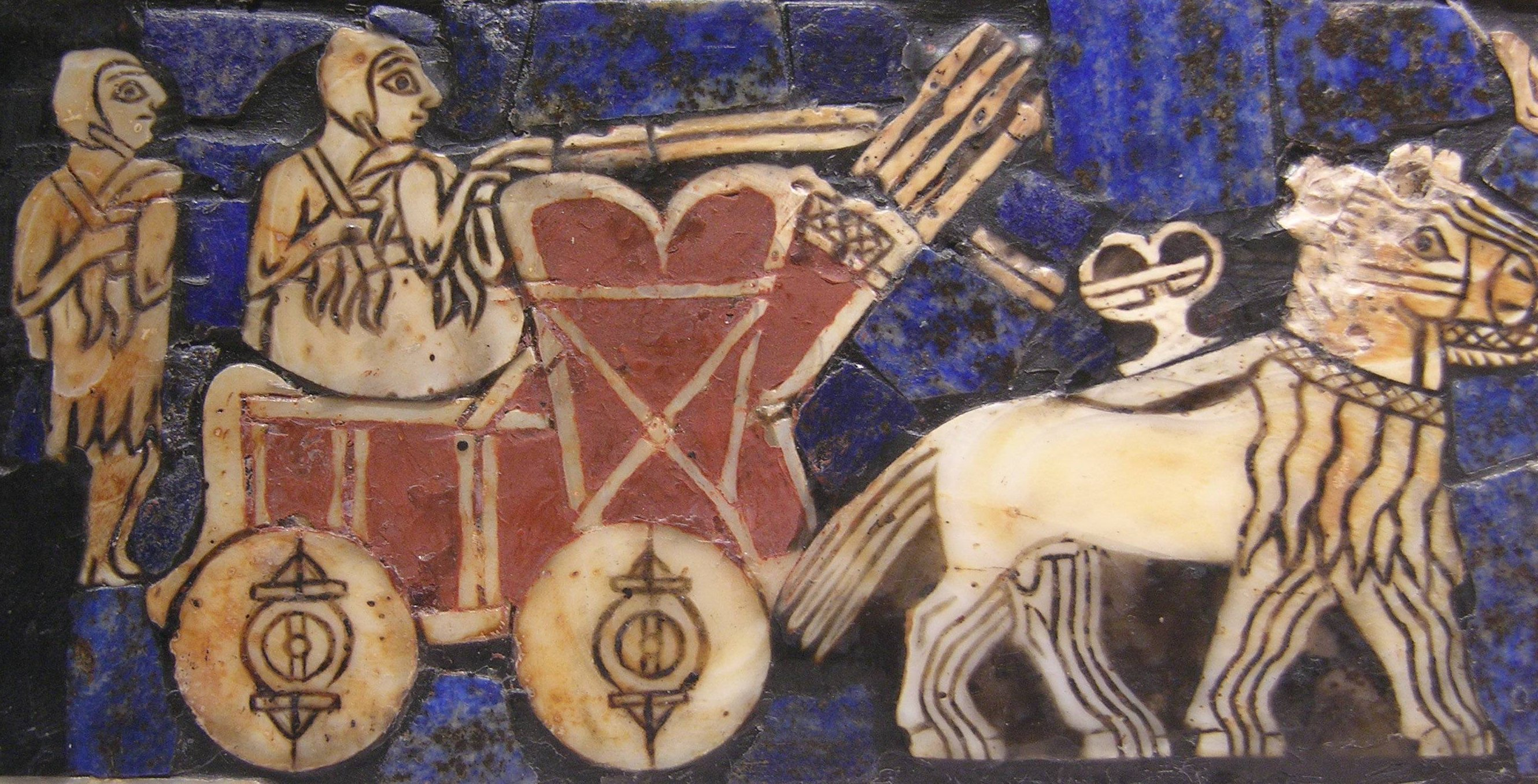
Sumer harci szekér Ur városából (i. e. 2500 körül)

Az első kifejezetten harci szekerek a mezopotámiai sumer államokban jelentek meg legkésőbb az i. e. 3. évezred elején, első ábrázolásuk az i. e. 2600 körül keletkezett keselyűsztélén látható. A járművek eleje magasított volt, oldalán a hajítódárdákat tároló szekrény kapott helyet. A kocsikban valószínűleg egy hajtó, két kardos és egy dárdás harcos foglalt helyet. Ezek a kocsik négy tömör kerékkel rendelkeztek. Az általános feltevés szerint a lovat nem ismerték, így általában két onagert fogtak eléjük. Ebből következően ezek a járművek még meglehetősen lassú mozgásúak voltak, önálló fegyvernemként nem játszottak szerepet, feladatuk a gyalogság támogatása lehetett. Erre Winkler Gusztáv két elképzelést mutat be, egyik szerint a gyalogsági összecsapás előtt próbálták távolról megzavarni az ellenség gyalogságát, a másik szerint a lassan mozgó gyalogság mellett harcoltak.
Az újabb kutatások szerint a korábban öszvérként vagy vadszamárként leírt lóalkatú leletek valójában lovak voltak, és csak azért nem ismerték fel ezt korábban, mert szilárd meggyőződése volt a történettudománynak az indoeurópaiak elsősége a lótenyésztésben, ezért fel sem tételezték, hogy ebben a korban lómaradványokat találhatnak (egyébként az öszvér léte önmagában is feltételezi a lovat, a vadszamár pedig elég nehezen fogható jármű elé). A járművek sebessége egyébként sem befolyásolja azt, hogy a fegyvernem milyen hadászati súlyt kapott. A görög phalanxok egymásnak sétáltak az ütközetben. A hajítódárdák arra utalnak, hogy a távolharcban vettek részt, ahol a sebességnek egyébként sincs szerepe. Az ellenséges hadsor rohama alkalmával mintegy 10–20 méterre kellett magukhoz engedni őket, hogy fegyvereiket hatásosan alkalmazhassák. Ez a rohamozók megzavarására alkalmas eszköz, csakúgy, mint később a római pilum alkalmazása. A szekérnek az lehetett a legfontosabb szerepe, hogy a harcosnak ne kelljen a fogyóeszköznek számító dárdákat kézben cipelni.

### Az akkádoktól Óbabilonig
A Mári levéltár dokumentumaiban már a kerekes járművek több típusát lehet megkülönböztetni. Legtöbbször a gišGIGIR kifejezés utal szekérre. Ennek bővítménye az ANŠE.ḪI.A gišGIGIR, amely a szamárkordé. Az ANŠE.NUN.NA előtaggal a lóöszvérre utaltak, ez egyben díszkocsi is lehetett. Már ekkor megjelenik a lovak említése az ANŠE.KUR.RA fogalmazással, valamint az utazókocsi, az ANŠE.ḪI.A kudāni megnevezéssel. Érdekes módon jóval később Urartuban is a gišGIGIR jelekkel írták a szekeret. Itt kérdéses, hogy a giššur(g)i- szó milyen harceszközt jelent.

### Hurrik, hettiták, egyiptomiak, asszírok
A harci szekér az i. e. 2. évezred első felében fejlődött tovább. Ez az ekkor a közel-keleti térségbe beáramló indoeurópai hurriknak és hettitáknak köszönhető, akik meghonosították a lótenyésztést. Az első hettita harcászati-kiképzési leírást Mitanniból származó, de a Hettita Birodalomban élő hurri szerző, Kikkuli írta, és a hettita szakkifejezések egy része is hurri eredetű lehet, ami arra utal, hogy a lótenyésztést a hurrik ismertethették meg a hettitákkal is, bár a hurri származású Kikkuli idegen környezetben is használhatta a saját nyelvének szakszavait, annál is inkább, mert a hurri nyelv ez időben általánosan terjedt. Ezért Kikkuli szóhasználata erre nem bizonyíték. Már Anittasz idejéből ismert lovakkal vezetett hadjárat, ezért a hettiták és hurrik összekötése a lótenyésztéssel csak azon prekoncepcióval lehetséges, miszerint az indoeurópaiak előtt nem volt lótenyésztés. Ezt a feltevést a 19. század óta változatlanul hangoztatják általában.
A korábbi tömör kerekű konstrukciókat felváltotta a könnyű, küllős kerékkel épített kétkerekű változat, amelyet két ló vontatott, és a sumér szekereknél sokkal mozgékonyabb volt. Ezek a járművek már kellően hatékonyak voltak ahhoz, hogy önálló fegyvernemet szervezzenek belőle, és a II. évezred elején a térség minden nagyobb államában elterjedt a használata. A harctéren a feladatuk elsősorban továbbra is a távharc maradt, a gyalogsággal közvetlenül ritkán érintkeztek. Harci taktikájuk szerint általában az ellenség gyalogsága előtt oszlopba fejlődtek, és előttük elhajtva próbálták megzavarni soraikat a kocsikban utazó dárdavetők, íjászok, parittyások.
A harci szekér fénykorát az i. e. 15-13. századra tehetjük a közel-keleti térségben. Ekkor a szekeres alakulatok jelentették az elit fegyvernemet nem csak Mezopotámia, Kisázsia és Egyiptom területén, de a mükénéi görög kultúrában is harci szekéren vonult hadba az arisztokrácia. Szíriában, Palesztinában és Ugaritban a harci szekér neve markabtu/mrkbt, Egyiptomban rekeb és merkābā. A hettita szekér az ősi jelcsoport kiegészítésével gišGIGIR.MEŠ nevű, vagy ṢI[MDĪ]. I. Szuppiluliumasz dokumentumaiban ANŠE.KUR.RA.MEŠ.
A különböző államokban némileg eltérő volt a harci szekerek felszereltsége. Két jellegzetes változata az egyiptomi és a hettita. Az egyiptomi szekét könnyű favázra feszített huzatból állt. Könnyű, négy küllős kerekei voltak, amelyeknek felfüggesztése a szekér mögött volt. A tengely hátra helyezése a szekér fordulékonyságát, manőverezhetőségét növelte. Hátránya volt azonban, hogy a befogott lovakra így nagyobb súly nehezedett, a szekéren a hajtó mellett csak egy harcos kapott helyet, aki általában íjjal vagy parittyával volt felfegyverezve. A kerekek szilárdságának növelése érdekében rövid idő után megpróbálkoztak nyolcküllős szekerek építésével, ez viszont megnövelte a szekér tömegét. Így megállapodtak a köztes hatküllősnél, és ez maradt a végleges változat. A hettita harci szekér robusztusabb építésű, erős vázú, amelyben a kocsihajtó mellett két, távolsági fegyverekkel felszerelt katona harcolhatott az i. e. 13. századtól. Ezt az tette lehetővé, hogy a hatküllős, masszív kerekeket hordozó tengelyt a szekér súlypontja alatt helyezték el, így a lovak könnyebben vitték a súlyt, viszont a szekér mozgékonysága csökkent.
Urartuban az i. e. 9. században biztosan ismerték a harci szekeret, de nem volt jellemző az alkalmazása. Erre csak Menua és Ispuini kora után került sor, amikor asszír mintára átalakították a hadsereg fegyverzetét és harceljárásait is. Az asszír harci szekér II. Assur-nászir-apli nimrudi reliefjein kétszemélyesek, körülbelül 0,8–1,0 méteres átmérőjű, hatküllős kerekekkel felszerelt, mellvéd nélküli könnyű járművek, amelyeket három ló húzott. Assur-bán-apli idejére sokkal nagyobb, körülbelül 1,5 méter átmérőjű, nyolcküllős kerekekkel szerelt nehéz járművek alakultak ki, amelyeken mell-  és oldalvéd volt, és a kocsihajtón kívül még három harcos foglalt helyet bennük. Ezeket sokszor négy ló húzta, ezzel a quadriga elődjének tekinthető.

### Médek, perzsák, görögök
Az Asszír Birodalomban a médekkel folytatott harcok alatt került előtérbe a lovasság, amely lassan háttérbe szorította a harci szekereket, azokat azonban még sokáig használták a térségben. I. Dárajavaus perzsa király ötödik uralkodási évében a harci szekeres osztagokat LÚ.ÉREN.MEŠ šá gišGIGIR néven említik.
III. Alexandrosz hadjáratai során a perzsák sarlós szekereket vetettek be, amelyekkel a könnyűgyalogság közé rontva annak sorait meg tudták zavarni, a nehézgyalogsággal szemben azonban alulmaradtak. Ezt a fegyvernemet a hellenisztikus hadseregek is átvették, és az i.e. 3. században alkalmazták is. VI. Mithridatész pontoszi király még az i. e. 86-ban megvívott Khaironeiai csatában is bevetett 60 kocsit a római Sulla serege ellen (különösebb eredmény nélkül).

## Kelta harci szekerek
A közel-keleti harci szekerektől függetlenül a kelta britonok is kialakították saját harci szekeres harcmodorukat, amely a rómaiak Britannia elleni inváziójáig fennmaradt. A britek harci szekerei azonban nem távharcra szolgáltak, hanem a gyalogosok gyors átcsoportosításának eszközeként használták őket. A katonák a harc közelébe érve a szekérről leszálltak és gyalogosan harcoltak.

## Huszita szekérvárak
A 15. századi Európa egyik leghatékonyabb fegyvernemét a szekeret nem csak gyors mozgásra, hanem gyorsan felállítható erődítményként is használó cseh harcosok alkották, akik alapvetően gyalogos harcot vívtak. A csatában összeláncolt szekereik fedezékéből tüzeltek az ellenségre, az őket megrohamozó ellenség lendületét a szekerek nyújtotta akadály mögül, szálfegyverekkel törték meg. A huszitákat előszeretettel alkalmazta Hunyadi János is a török elleni hadjáratain.

### Forráshivatkozások
1. 1 2 3  Winkler, G A hadviselés művészete, i. m. 10. o.
2. ↑  RLA-5, i. m. 341. o.
3. 1 2  RLA-5, i. m. 340. o.
4. 1 2  Winkler, G A hadviselés művészete, i. m. 17. o.
5. 1 2  Winkler, G A hadviselés művészete, i. m. 18. o.
6. ↑  Winkler, G A hadviselés művészete, i. m. 21. o.
7. ↑  Winkler, G A hadviselés művészete, i. m. 22. o.
8. ↑  RLA-5, i. m. 348–349. o.
9. ↑  RLA-5, i. m. 339. o.
10. ↑  Winkler, G A hadviselés művészete, i. m. 70. o.
11. ↑  Winkler, G A hadviselés művészete, i. m. 209. o.
12. ↑  Winkler, G A hadviselés művészete, i. m. 115. o.
13. ↑  Winkler, G A hadviselés művészete, i. m. 36. o.
14. ↑  Földi, P A világtörténelem nagy csatái, i. m. 136-137. o.

### További irodalom
- Anthony, D. W., & Vinogradov, N. B., Birth of the Chariot, Archaeology vol.48, no.2, Mar & April 1995, 36-41
- Anthony, David W., 1995, Horse, wagon & chariot: Indo-European languages and archaeology, Antiquity Sept/1995
- Di Cosmo, Nicolo, The Northern Frontier in Pre-Imperial China, Cambridge History of Ancient China ch. 13 (pp. 885–966).
- Litauer, M.A., & Grouwel, J.H., The Origin of the True Chariot', "Antiquity" vol.70, No.270, December 1996, 934-939.
- Sparreboom, M., Chariots in the Veda, Leiden (1985).